# Hermann Kusmanek von Burgneustädten
Hermann Kusmanek von Burgneustädten (16 de septiembre de 1860 - 7 de agosto de 1934) fue un Coronel general del Ejército austrohúngaro. Ganó fama particularmente durante la I Guerra Mundial por su defensa entre septiembre de 1914 y marzo de 1915 de la fortaleza de Przemyśl contra el asedio ruso.

## Biografía
Era el hijo del policía Josef Kusmanek y de su esposa Juliana (nacida Wiehner). Kusmanek asistió a la escuela de secundaria militar en Hranice, después a la Academia Militar en Wiener Neustadt y finalmente el Colegio de Guerra entre 1882 y 1884. Como teniente, fue seleccionado para el Estado Mayor General y sirvió en Budapest, Foca, y Laibach. En 1888, como capitán del Estado Mayor General fue seleccionado para el personal del III Cuerpo en Graz; después entre 1889 y 1893 trabajó directamente para el Ministerio de Guerra en Viena. Después fue transferido al servicio regimental y sirvió durante dos años como comandante en el regimiento de infantería bohemio en Eger. En 1894 fue promovido a mayor y sirvió durante dos años en la oficina de descripción del Estado Mayor en Viena y en el departamento de historia militar del archivo de guerra. En 1895, fue promovido a teniente coronel y retornó al servicio regimental en el Regimiento de Infantería N.º 63 en Bistrita y en 1899 retornó al Departamento de Guerra, donde sirvió como Jefe de la Oficina Presidencial en marzo de 1903. En 1903 era coronel y después fue promovido en 1906 a mayor general. En octubre de 1908 se convirtió en comandante de la 64.ª Brigada de Infantería en Raab y en abril de 1910 pasó a ser comandante de División en Innsbruck. El 1 de noviembre de 1910 fue seleccionado como teniente general, y en enero de 1911 el comandante de las tropas de la 28.ª División de Infantería en Liubliana. Al iniciarse la Primera Guerra Mundial, se convirtió en comandante de la fortaleza de Przemysl.
Allí resistió durante seis meses el asedio ruso, hasta que fue capturado el 22 de marzo de 1915, al rendir la fortaleza. Kusmanek fue internado en las cercanías de Nizhni Nóvgorod, pero en marzo de 1918 regresó a Viena, como consecuencia del Tratado de Brest-Litovsk.